# Fibra

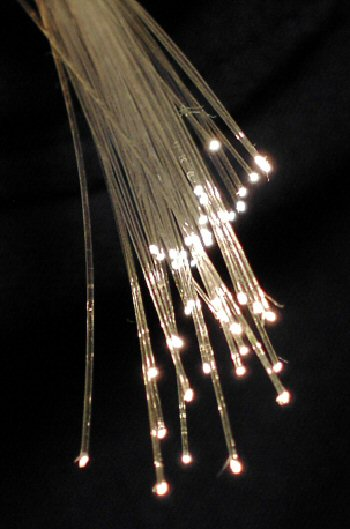
Fibra ótica iluminada, um tipo de fibra artificial

Fibra é uma substância natural ou artificial que é significativamente mais longa do que larga. As fibras são frequentemente usadas na fabricação de outros materiais. Na engenharia, os materiais mais fortes geralmente incorporam fibras, por exemplo, fibra de carbono e polietileno de peso molecular ultra-alto.
As fibras sintéticas muitas vezes podem ser produzidas de forma muito barata e em grandes quantidades em comparação com as fibras naturais, mas para roupas as fibras naturais podem oferecer alguns benefícios, como conforto, em relação às fibras sintéticas.

## Fibras naturais
As fibras naturais se desenvolvem ou ocorrem na forma de fibra e incluem aquelas produzidas por plantas, animais e processos geológicos.
- As fibras vegetais são geralmente baseadas em arranjos de celulose, muitas vezes com lignina: exemplos incluem algodão, cânhamo, juta, linho, abacá, piña, rami, sisal, bagaço e banana. As fibras vegetais são empregadas na fabricação de papel e têxtil (tecido), e a fibra dietética é um importante componente da nutrição humana.
- A fibra de madeira, distinta da fibra vegetal, é proveniente de fontes arbóreas.
- As fibras animais consistem em grande parte de proteínas específicas. As instâncias são seda de bicho-da-seda, seda de aranha, categute, lã, seda marinha e cabelos como lã de caxemira, mohair e angorá, peles como pele de carneiro, coelho, vison, raposa, castor, etc.
- As fibras minerais incluem o grupo do amianto, a única fibra mineral longa que ocorre naturalmente. Seis minerais foram classificados como "amianto", incluindo o crisotila da classe das serpentinas e os pertencentes à classe dos anfibólios: amosita, crocidolita, tremolita, antofilita e actinolita. Minerais curtos semelhantes a fibras incluem wollastonita e paligorsquita.
- As fibras biológicas, também conhecidas como proteínas fibrosas ou filamentos de proteínas, consistem em grande parte de proteínas biologicamente relevantes e biologicamente muito importantes, nas quais mutações ou outros defeitos genéticos podem levar a doenças graves. Exemplos incluem a família de proteínas do colágeno,[2] tendões, proteínas musculares como actina, proteínas celulares como microtúbulos  e muitos outros, como seda de aranha, tendão e cabelo.

## Fibras artificiais
Fibras artificiais ou químicas são fibras cuja composição química, estrutura e propriedades são significativamente modificadas durante o processo de fabricação. Na moda, uma fibra é um fio ongo e fino de material que pode ser tricotado ou tecido.

### Fibras semi-sintéticas
As fibras semissintéticas são feitas de matérias-primas com estrutura naturalmente polimérica de cadeia longa e são apenas modificadas e parcialmente degradadas por processos químicos, ao contrário das fibras completamente sintéticas, como o nylon (poliamida) ou o dacron (poliéster), que o químico sintetiza a partir de compostos de baixo peso molecular por reações de polimerização (construção de cadeias). A fibra semi-sintética mais antiga é a fibra regenerada de celulose, rayon.

### Fibras sintéticas
As fibras sintéticas vêm inteiramente de materiais sintéticos, como petroquímicos, ao contrário das fibras artificiais derivadas de substâncias naturais como celulose ou proteína.
A classificação das fibras em plásticos reforçados se divide em duas classes: (i) fibras curtas, também conhecidas como fibras descontínuas, com uma razão de aspecto geral (definida como a razão entre o comprimento da fibra e o diâmetro) entre 20 e 60, e (ii) fibras longas, também conhecidas como fibras contínuas, a proporção geral está entre 200 e 500.